# Rothschildia aurata
Rothschildia aurata är en fjärilsart som beskrevs av Gevers. 1787. Rothschildia aurata ingår i släktet Rothschildia och familjen påfågelsspinnare. Inga underarter finns listade.